# Bart-Wachtelweizen
Der Bart-Wachtelweizen (Melampyrum barbatum) ist eine Pflanzenart aus der Gattung Wachtelweizen (Melampyrum) innerhalb der Familie der Sommerwurzgewächse (Orobanchaceae).

## Beschreibung

### Vegetative Merkmale
Der Bart-Wachtelweizen wächst als einjährige krautige Pflanze und erreicht Wuchshöhen von 15 bis 35 Zentimetern. Die 6 bis 8 Laubblattpaare sind bei einer Breite von 3 bis 8 Millimetern schmal-lanzettlich.

### Generative Merkmale
Die Blütezeit reicht von Mai bis Juli. Die zwittrigen Blüten sind zygomorph mit doppelter Blütenhülle. Der Kelch ist dicht wollig-zottig behaart. Die Kelchzähne sind etwa so lang wie die Kronröhre und besitzen 2 bis 3 Millimeter lange Grannen. Die einfarbige hellgelbe Krone ist 20 bis 25 Millimeter lang und zweilippig. Die Unterlippe, mit umgebogenen Rand, ist von der Oberlippe abgespreizt, wodurch der Kronschlund offen ist.

## Vorkommen und Gefährdung
Die seltenen Vorkommen sind auf Bereiche südlich von Alpen und Karpaten beschränkt. Bekannt sind Bestände in den Ländern der Pannonischen Florenprovinz: Österreich (vor allem im Burgenland), Ungarn, Rumänien, Albanien sowie aus Italien. In Tschechien steht der Bart-Wachtelweizen auf der Roten Liste und in Österreich gilt sie als stark gefährdet. Der Bart-Wachtelweizen gilt in Deutschland als unbeständiger Neophyt.
Der Bart-Wachtelweizen gedeiht in Trockenrasen.

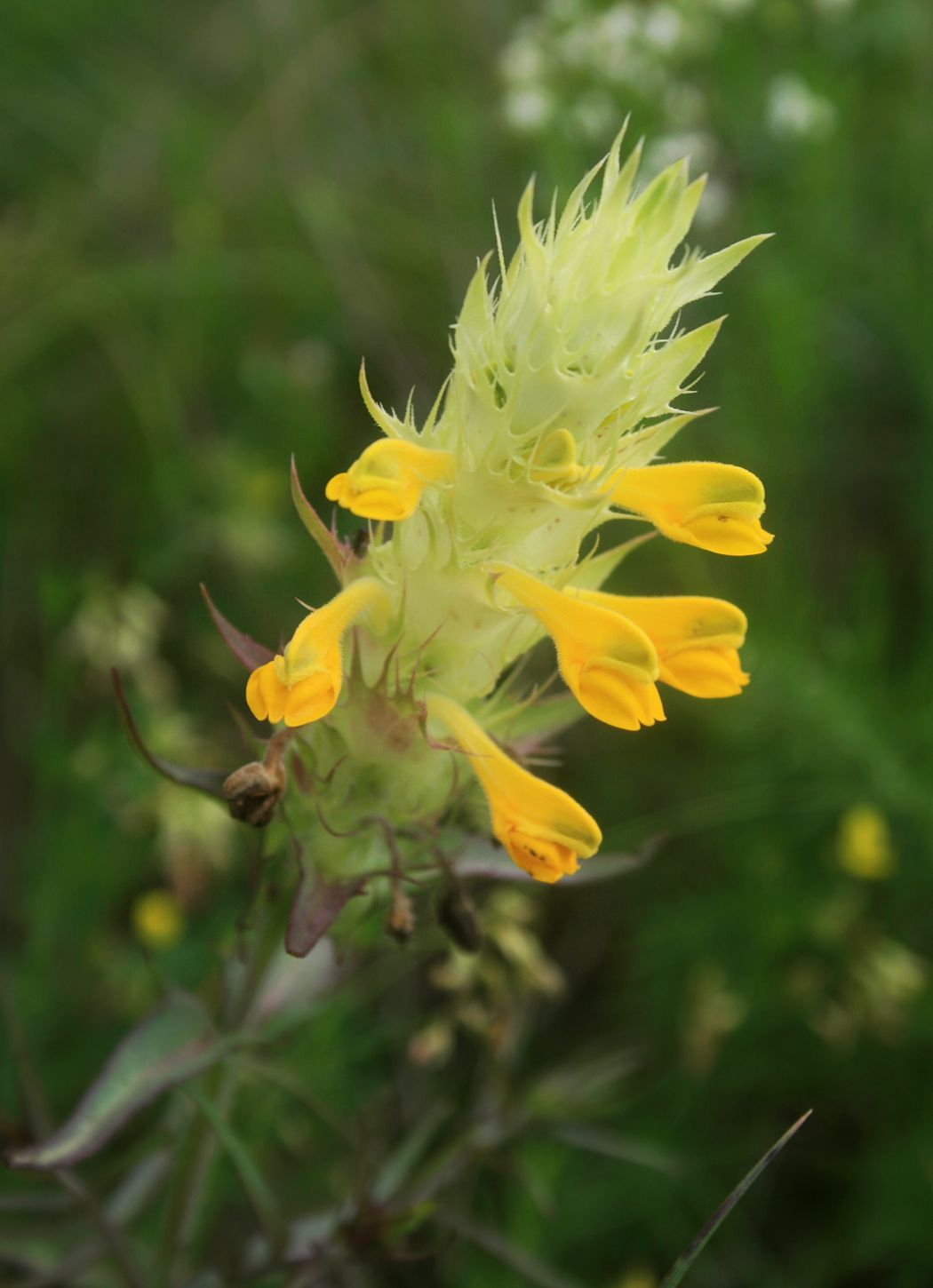
Blütenstand und zygomorphe Blüten von Melampyrum barbatum subsp. carstiense

## Systematik
Die Erstveröffentlichung von Melampyrum barbatum erfolgte 1800 durch Franz de Paula Adam von Waldstein und Pál Kitaibel in Carl Ludwig Willdenow: Species Plantarum. Editio Quarta. Berolini.
Von Melampyrum barbatum gibt es zwei Unterarten:
- Melampyrum barbatum Waldst. & Kit. ex Willd. subsp. barbatum (Syn.: Melampyrum barbatum subsp. filarszkyanum (Soó) Soó, Melampyrum barbatum subsp. kitaibelii (Soó) Soó): Sie kommt in Österreich, Tschechien, in der Slowakei, in Ungarn, im früheren Jugoslawien und in Rumänien vor.[2]
- Melampyrum barbatum subsp. carstiense Ronniger (Syn.: Melampyrum carstiense (Ronniger) Fritsch, Melampyrum barbatum subsp. tergestinum O.C.Dahl): Sie kommt in Österreich, Italien, Kroatien, Slowenien und Albanien vor.[2]